# 韓国の干潟
「韓国の干潟」（かんこくのひがた、朝鮮語: 한국의 갯벌）は、大韓民国の南西部と南海岸の忠清南道、全羅北道と全羅南道にある4か所の干潟（갯벌）からなる世界自然遺産であり、同国では「済州の火山島と溶岩洞窟群」に次ぐ2件目の世界自然遺産である。黄海の海岸沿いに分布する合計128,411ヘクタールの4か所の干潟はそれぞれ、1つの干潟の類型を表している。 

## 生物相
一帯には22種の世界的な絶滅危惧種または準絶滅危惧種を含むおよそ2150種の生物が生息しており、そのうち47種の固有種と5種の絶滅危惧種を含む多様な海洋無脊椎動物、375種の底生珪藻、152種の海藻、857種の大型底生生物が含まれる。また、一帯は東アジア・オーストラリア地域フライウェイに位置するため、渡り鳥にとっては重要な場所であり、27種の国際的な絶滅危惧種または準絶滅危惧種を含む合計118種の渡り鳥が生息している。 
4か所はいずれもラムサール条約登録地である（下表参照）。干潟に棲む代表的な生物はテナガダコ、ヤマトオサガニ、ハクセンシオマネキ、多毛類、スナガニ、チョウセンキサゴ、二枚貝（アサリ、シオフキガイ、オキシジミなど）、メフグ、クロソイ、ニホンウナギ、コツブイイダコ、コウライエビ、ムツゴロウ、トビハゼ、ベンガルヤマネコなどが挙げられ、植物はヨシなどのヨシ属およびシチメンソウなどの塩生植物が多い。水鳥を中心とした鳥類はヘラシギ、ホウロクシギ、クロツラヘラサギ、オバシギ、カラフトアオアシシギ、ナベヅル、ズグロカモメ、カラシラサギ、ミヤコドリ、コウノトリ、シロチドリ、ハマシギ、トモエガモ、ヘラサギ、ハヤブサ、ゴビズキンカモメ、ツクシガモ、ダイシャクシギ、マナヅル、コクチョウ、オオハクチョウ、ヒシクイ、オオタカ、オジロワシなどが見られる。

## 地理位置
| ID       | 名称           | 所在地                 | 面積       | 緩衝地帯面積 | 座標                                                                          | 種類         | 備考                                                       |
| -------- | -------------- | ---------------------- | ---------- | ------------ | ----------------------------------------------------------------------------- | ------------ | ---------------------------------------------------------- |
| 1591-001 | 舒川干潟       | 忠清南道舒川郡         | 6,809 ha   | 3,657 ha     | 北緯36度2分42.99秒 東経126度36分49.69秒 / 北緯36.0452750度 東経126.6138028度  | 河口         | ラムサール条約登録地                                       |
| 1591-002 | 高敞干潟       | 全羅北道高敞郡         | 5,531 ha   | 1,880 ha     | 北緯35度32分56.54秒 東経126度32分59.75秒 / 北緯35.5490389度 東経126.5499306度 | 開いた湾     | ラムサール条約登録地、生物圏保護区、ユネスコ世界ジオパーク |
| 1591-003 | 新安干潟       | 全羅南道新安郡         | 110,086 ha | 67,254 ha    | 北緯34度49分43.76秒 東経126度6分15.99秒 / 北緯34.8288222度 東経126.1044417度  | 群島         | ラムサール条約登録地（曽島付近）、生物圏保護区             |
| 1591-004 | 宝城・順天干潟 | 全羅南道宝城郡・順天市 | 5,985 ha   | 1,801 ha     | 北緯34度49分11.25秒 東経127度27分32.19秒 / 北緯34.8197917度 東経127.4589417度 | 半閉鎖性海域 | ラムサール条約登録地（順天湾、東川河口）、生物圏保護区     |

域内および周辺の主な産業は農業、観光（エコツーリズム）などであり、新安郡では天日塩の生産も行われる。

## 登録基準
この世界遺産は世界遺産登録基準のうち、以下の条件を満たし、登録された（以下の基準は世界遺産センター公表の登録基準からの翻訳、引用である）。
- (10) 生物多様性の本来的保全にとって、もっとも重要かつ意義深い自然生息地を含んでいるもの。これには科学上または保全上の観点から、すぐれて普遍的価値を持つ絶滅の恐れのある種の生息地などが含まれる。

## 将来的計画
登録後の2021年10月、韓国の文化財庁は全羅南道新安郡の登録記念式典で、全羅南道高興郡、麗水市などの9つの干潟を追加登録する方針を発表した。計画によると、同国は2023年にユネスコに追加登録の申請書を提出し、2025年の世界遺産委員会での追加登録を目指す。